# Dokumenty papeže Františka

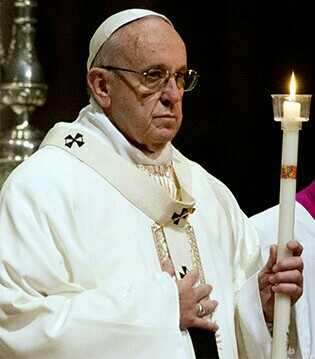
Papež František při velikonoční vigilii

Následující seznam přináší díla a dokumenty z pontifikátu papeže Františka.

## Papežské dokumenty

### Papežské buly
- Misericordiæ Vultus (11. dubna 2015)
- Spes non conundit (9. května 2024)

### Encykliky
- Lumen fidei (29. června 2013)
- Laudato si’ (24. května 2015)
- Fratelli tutti  (3. října 2020)
- Dilexit nos (24. října 2024)

### Apoštolské listy
- Misericordia et misera (21. listopadu 2016)
- Admirabile signum (1. prosince 2019)
- Scripturae sacrae affectus (30. září 2020)
- Patris corde (8. prosince 2020)
- Candor lucis aeternae (25. března 2021)
- Desiderio desideravi (29. června 2022)
- Totum amoris est (28. prosince 2022)
- Sublimitas et miseria hominis (19. června 2023)

### Apoštolské exhortace
- Evangelii gaudium (24. listopadu 2013)
- Amoris laetitia (19. března 2016)
- Gaudete et exsultate (19. března 2018)
- Christus vivit (25. března 2019)
- Querida Amazonia (2. února 2020)
- Laudate Deum (4. října 2023)
- C’est la confiance (15. října 2023)

### Motu proprio
1. O pravomoci soudních orgánů Městského státu Vatikán v trestních věcech [Sulla giurisdizione degli organi giudiziari dello Stato della Città del Vaticano in materia penale] (11. července 2013)
2. O předcházení praní peněz, financování terorismu a šíření zbraní hromadného ničení a boji proti nim [Per la prevenzione ed il contrasto del riciclaggio, del finanziamento del terrorismo e della proliferazione di armi di distruzione di massa] (8. srpna 2013)
3. Schválení nového statutu Finančního zpravodajského úřadu [Approvazione del nuovo Statuto dell'Autorità di Informazione Finanziaria] (15. listopadu 2013)
4. Fidelis dispensator et prudens (24. února 2014)
5. Převod řádné sekce správy dědictví Apoštolského stolce na sekretariát pro ekonomiku [Trasferimento della Sezione Ordinaria dell'Amministrazione del Patrimonio della Sede Apostolica alla Segreteria per l'Economia] (8. července 2014)
6. Statut nových hospodářských orgánů [Statuto dei nuovi Organismi Economici ] (22. února 2015)
7. Současný komunikační kontext [L'attuale contesto comunicativo] (27. června 2015)
8. Mitis iudex Dominus Iesus (15. srpna 2015)
9. Mitis et misericors Iesus (15. srpna 2015)
10. Jako milující matka [Come una madre amorevole] (4. června 2016)
11. Statut Dikasteria pro laiky, rodinu a život [Statuto del Dicastero per i Laici, la Famiglia e la Vita] (4. června 2016)
12. Časná dobra [I Beni Temporali] (4. července 2016)
13. Sedula Mater (15. srpna 2016)
14. Humanam Progressionem (17. srpna 2016)
15. Sanctuarium in Ecclesia (11. února 2017)
16. Maiorem hac dilectionem (11. července 2017)
17. Magnum Principium (3. září 2017)
18. Summa Familae Cura (8. září 2017)
19. Imparare a congedarsi (12. února 2018)
20. O papežském hudebním tělese [Circa la Cappella Musicale Pontificia] (17. ledna 2019)
21. Vos estis lux mundi (9. května 2019)
22. Aperuit illis (30. září 2019)
23. Ohledně úřadu děkana kardinálského kolegia [Riguardante l'Ufficio del Decano del Collegio Cardinalizio] (29. listopadu 2019)
24. O transparentnosti, kontrole a hospodářské soutěži v postupech zadávání veřejných zakázek Svatým stolcem a Městským státem Vatikán [Sulla trasparenza, il controllo e la concorrenza nelle procedure di aggiudicazione dei contratti pubblici della Santa Sede e dello Stato della Città del Vaticano] (1. června 2020)
25. Authenticum charismatis (1. listopadu 2020)
26. Ab initio (21. listopadu 2020)
27. Lepší organizace [Una migliore organizzazione] (26. prosince 2020)
28. Spiritus Domini (10. ledna 2021)
29. Změny v oblasti spravedlnosti [Modifiche in materia di giustizia] (8. února 2021)
30. O omezení výdajů na personál Svatého stolce, Governatorátu městského státu Vatikán a dalších souvisejících subjektů [Circa il contenimento della spesa per il personale della Santa Sede, del Governatorato dello Stato della Città del Vaticano e di altri Enti collegati] (23. března 2021)
31. O ustanoveních týkajících se transparentnosti při správě veřejných financí [Recante disposizioni sulla trasparenza nella gestione della finanza pubblica] (26. dubna 2021)
32. Nedávné změny týkající se jurisdikce soudních orgánů Městského státu Vatikán [Recante modifiche in tema di competenza degli organi giudiziari dello Stato della Città del Vaticano] (30. dubna 2021)
33. Antiquum Ministerium (10. května 2021)
34. Traditionis custodes (16. července 2021)
35. O zřízení Papežské komise pro ověřování a uplatňování Mitis iudex Dominus Iesus v italských kostelech [Circa l’istituzione della Commissione Pontificia di verifica e applicazione del Mitis Iudex Dominus Iesus nelle Chiese d’Italia] (26. listopadu 2021)
36. Fidem servare, kterým se mění vnitřní struktura Kongregace pro nauku víry [Fidem servare con la quale viene modificata la struttura interna della Congregazione per la Dottrina della Fede] (11. února 2022)
37. Přidělení některých kompetencí, kterým se mění některé normy Kodexu kanonického práva a Kodexu kánonů východních církví [Assegnare alcune competenze con la quale vengono mutate alcune norme del Codice di Diritto Canonico e del Codice dei Canoni delle Chiese Orientali] (11. února 2022)
38. Recognitum Librum VI, kterým se mění kánon 695 § 1 Kodexu kanonického práva [Recognitum Librum VI con la quale si modifica il can. 695 §1 del Codice di Diritto Canonico] (26. dubna 2022)
39. Ad charisma tuendum na ochranu charismatu Opus Dei a podporu evangelizace [Ad charisma tuendum per la tutela del carisma dell’Opus Dei e la promozione dell’evangelizzazione] (22. července 2022)
40. O instrumentálních právnických osobách Římské kurie [Sulle persone giuridiche strumentali della Curia Romana] (5. prosince 2022)
41. O nativním právu týkajícím se dědictví Apoštolského stolce [Il diritto nativo circa il patrimonio della Sede Apostolica] (20. února 2023)
42. Vocare peccatores o reformě trestního práva východních církví [Vocare peccatores circa la riforma del diritto penale delle Chiese orientali ] (20. března 2023)
43. Vos estis lux mundi (25. března 2023)
44. Expedit ut iura o změně podmínek odvolání člena propuštěného z institutu zasvěceného života [Expedit ut iura circa la modifica dei termini di ricorso del membro dimesso da un Istituto di Vita Consacrata][1] (3. dubna 2023)
45. Odvolání změn trestního práva a soudnictví Městského státu Vatikán [Recante modifiche alla normativa penale e all’ordinamento giudiziario dello Stato della Città del Vaticano] (12. dubna 2023)
46. Iam pridem, kterým se mění některé normy Kodexu kánonů východních církví týkající se biskupů, kteří dosáhli věku 80 let na synodě biskupů příslušných církví sui iuris [Iam pridem con la quale vengono mutate alcune norme del Codice dei Canoni delle Chiese Orientali relative ai Vescovi che hanno raggiunto gli 80 anni di età nel Sinodo dei Vescovi delle rispettive Chiese sui iuris] (16. dubna 2023)
47. Nový základní zákon Městského státu Vatikán [La nuova Legge fondamentale dello Stato della Città del Vaticano] (13. května 2023)

### Apoštolské konstituce
1. Quo firmiores (1. května 2013)
2. Quo aptius spirituali (23. prosince 2013)
3. Patrimonium Ecclesiarum (23. prosince 2013)
4. Cum ad aeternam (28. prosince 2013)
5. Cum ad aeternam (18. března 2014)
6. Attenta deliberatione (12. května 2014)
7. Quo aptius (12. května 2014)
8. Christi voluntate (9. června 2014)
9. Ad totius dominici gregis (25. června 2014)
10. Undecim abhinc annos (11. července 2014)
11. Contemplationi faventes (23. října 2014)
12. Inter eximias (6. listopadu 2014)
13. Cum ad provehendam (22. prosince 2014)
14. Multum fructum (19. ledna 2015)
15. Quae maiori (19. ledna 2015)
16. Quo flagranti (26. ledna 2015)
17. Quo satius (19. března 2015)
18. De spiritali itinere (19. března 2015)
19. In hac suprema (19. března 2015)
20. Ad aptius (19. března 2015)
21. Qui successimus (19. března 2015)
22. Nos, qui (26. března 2015)
23. Quo aptius (26. března 2015)
24. Spiritualem urbertatem (6. srpna 2015)
25. Ad aptius consulendum (3. prosince 2015)
26. Saeculorum decursu (18. prosince 2015)
27. Conscii omnio (18. prosince 2015)
28. Ad aptius consulendum (18. prosince 2015)
29. Cum ad aptius (29. prosince 2015)
30. Ab Domino ipso (25. ledna 2016)
31. Qui consiliis (15. března 2016)
32. Cum ad aeternam (11. dubna 2016)
33. Vultum Dei quaerere, o kontemplativním životě žen (29. června 2016)
34. In Apostolorum (16. července 2016)
35. Veritatis gaudium, o univerzitách a církevních fakultách (8. prosince 2017)
36. Episcopalis communio, o biskupské synodě (15. září 2018)
37. Pascite Gregem Dei (23. května 2021)
38. Praedicate evangelium (19. března 2022)
39. In ecclesiarum communione (6. ledna 2023)

## Osobní díla

### Knihy
- Meditaciones para religiosos [Meditace pro řeholníky]. [s.l.]: [s.n.], 1982. (španělština)
- Reflexiones sobre la vida apostólica [Úvahy o apoštolském životě]. [s.l.]: [s.n.], 1986. (španělština)
- Reflexiones en esperanza [Úvahy v naději]. Buenos Aires: Ediciones Universidad del Salvador, 1992. 351 s. (španělština)
- Diálogos entre Juan Pablo II y Fidel Castro [Dialogy mezi Janem Pavlem II. a Fidelem Castrem]. Buenos Aires: Ciudad Argentina, 1998. ISBN 978-987-507-074-5. S. 144. (španělština)
- Hambre y sed de justicia. Desafíos del Evangelio para nuestra patria [Hlad a žízeň po spravedlnosti. Výzvy evangelia pro naši vlast]. Buenos Aires: Editorial Claretiana, 2001. 96 s. ISBN 978-950-512-427-5. (španělština)
- Educar exigencia y pasión. Desafíos para educadores cristianos [Vzdělávací poptávka a zápal. Výzvy pro křesťanské pedagogy]. Buenos Aires: Editorial Claretiana, 2003. 192 s. ISBN 978-950-512-457-2. (španělština)
- Ponerse la patria al hombro [Vzít vlast na svá bedra]. Buenos Aires: Editorial Claretiana, 2004. 144 s. ISBN 978-950-512-558-6. (španělština)
- Corrupción y pecado. Algunas reflexiones en torno al tema de la corrupción [Korupce a hřích. Několik úvah na téma korupce]. Buenos Aires: Editorial Claretiana, 2005. 48 s. ISBN 978-950-512-572-2. (španělština)
- La nación por construir. Utopía, pensamiento y compromiso [Národ, který má být vybudován. Utopie, myšlenka a závazek]. Buenos Aires: Editorial Claretiana, 2005. 80 s. ISBN 978-950-512-546-3. (španělština)
- Sobre la acusación de sí mismo [O obvinění ze sebe sama]. Buenos Aires: Editorial Claretiana, 2006. 48 s. ISBN 978-950-512-549-4. (španělština)
- El verdadero poder es el servicio [Skutečná moc je služba]. Buenos Aires: Editorial Claretiana, 2007. 368 s. ISBN 978-950-512-628-6. (španělština)
- Las deudas sociales de nuestro tiempo [Sociální dluhy naší doby]. Buenos Aires: Ciudad Argentina, 2009. 16 s. ISBN 978-987-507-346-3. (španělština)
- Educar, elegir la vida. Propuestas para tiempos difíciles [Vzdělávání, volba života. Návrhy pro těžké časy]. Buenos Aires: Editorial Claretiana, 2010. 176 s. ISBN 978-950-512-541-8. (španělština)
- Reflexiones sobre solidaridad y desarrollo [Úvahy o solidaritě a rozvoji]. Buenos Aires: Ciudad Argentina, 2010. 18 s. ISBN 978-987-507-352-4. (španělština)
- BERGOGLIO, Jorge Mario; SKORKA, Abraham. Sobre el cielo y la tierra [Na nebi a na zemi]. Buenos Aires: Editorial Sudamericana, 2010. 228 s. Dostupné online. ISBN 978-950-07-3293-2. (španělština); překlad:  Il cielo e la terra. Milano: Mondadori, 2013. 224 s. Dostupné online. ISBN 978-88-04-63215-3. (italština)
- Mente abierta, corazón creyente [Otevřená mysl, věřící srdce]. Buenos Aires: Editorial Claretiana, 2012. 240 s. ISBN 978-950-512-778-8. (španělština)
- Rehabilitación de la política y compromiso cristiano [Politická rehabilitace a křesťanský závazek]. [s.l.]: [s.n.] 48 s. ISBN 978-987-24178-0-2. (španělština)
- Vi chiedo di pregare per me. Inizio del ministero petrino di papa Francesco [Prosím vás, abyste se za mě modlili. Začátek petrovské služby papeže Františka]. Città del Vaticano: Libreria editrice vaticana, 2013. ISBN 978-88-209-9056-5. (italština)
- Non lasciatevi rubare la speranza [Nenechte si ukrást naději]. Città del Vaticano: Libreria editrice vaticana, 2013. ISBN 978-88-209-9098-5. (italština)
- La gioia di evangelizzare. [Radost z evangelizace.] [Dal 22 maggio 2013 al 21 luglio 2013]; [od 22. května 2013 do 21. července 2013]. Città del Vaticano: Libreria editrice vaticana, 2013. ISBN 978-88-209-9129-6. (italština)
- Omelie del mattino nella cappella della Domus Sanctae Marthae [Ranní homilie v kapli Domus Sanctae Marthae]

 I, 22 marzo – 6 luglio [22. března – 6. července]. Città del Vaticano: Libreria editrice vaticana, 2013. ISBN 978-88-209-9168-5. (italština)
 II, 2 settembre – 31 gennaio 2014 [2. září – 31. ledna 2014]. Città del Vaticano: Libreria editrice vaticana, 2014. ISBN 978-88-209-9267-5. (italština)
 III, 3 febbraio – 30 giugno 2014 [3. února – 30. června 2014]. Città del Vaticano: Libreria editrice vaticana, 2014. ISBN 978-88-209-9376-4. (italština)
- Percorriamo le vie della pace [Kráčejme po cestách míru]. Città del Vaticano: Libreria editrice vaticana, 2013. ISBN 978-88-209-9192-0. (italština)
- Lettera enciclica Lumen Fidei del sommo pontefice Francesco ai vescovi ai presbiteri e ai diaconi alle persone consacrate e a tutti i fedeli laici sulla fede [Encyklika Lumen fidei nejvyššího papeže Františka biskupům kněžím a jáhnům zasvěceným osobám a všem věřícím laikům o víře]. Città del Vaticano: Libreria editrice vaticana, 2013. (italština)
- Esortazione apostolica Evangelii gaudium del santo padre Francesco ai vescovi, ai presbiteri e ai diaconi, alle persone consacrate e ai fedeli laici sull'annuncio del Vangelo nel mondo attuale [Apoštolská exhortace Evangelii gaudium Svatého otce Františka biskupům, kněžím a jáhnům, zasvěceným osobám a věřícím laikům o hlásání evangelia v dnešním světě]. Città del Vaticano: Libreria editrice vaticana, 2013. ISBN 978-88-209-9197-5. (italština)
- Varcare la soglia della fede. Lettera del cardinale Jorge Mario Bergoglio all'Arcidiocesi di Buenos Aires per l'Anno della fede, 1º ottobre 2012 [Překročení prahu víry. Dopis kardinála Jorge Maria Bergoglia arcidiecézi Buenos Aires k Roku víry, 1. října 2012]. Città del Vaticano: Libreria editrice vaticana, 2013. ISBN 978-88-209-9055-8. (italština)
- Solo l'amore ci può salvare [Zachránit nás může jen láska]. Città del Vaticano: Libreria editrice vaticana, 2013. ISBN 978-88-209-9078-7. (italština)
- Noi come cittadini, noi come popolo. Verso un bicentenario in giustizia e solidarietà 2010–2016 [My jako občané, my jako lidé. Na cestě k dvoustému výročí spravedlnosti a solidarity 2010–2016]. Milano-Città del Vaticano: Jaca book-Libreria editrice vaticana, 2013. Dostupné online. ISBN 978-88-16-30532-8. (italština)
- In Lui solo la speranza. Esercizi spirituali ai vescovi spagnoli (15–22 gennaio 2006) [Jen v Něm je naděje. Duchovní cvičení pro španělské biskupy (15.–22. ledna 2006)]. Milano-Città del Vaticano: Jaca book-Libreria editrice vaticana, 2013. ISBN 978-88-16-30534-2. (italština)
- Servire gli altri. Memoria e cammino di speranza [Služba druhým. Paměť a cesta naděje]. Milano-Città del Vaticano: Jaca book-Libreria editrice vaticana, 2013. ISBN 978-88-16-30535-9. (italština)
- Riflessioni di un pastore. Misericordia, missione, testimonianza, vita [Úvahy pastora. Milosrdenství, misie, svědectví, život]. Città del Vaticano: Libreria editrice vaticana, 2013. ISBN 978-88-209-9182-1. (italština)
- Papa Francesco e la famiglia [Papež František a rodina]. Città del Vaticano: Libreria editrice vaticana, 2013. ISBN 978-88-209-9149-4. (italština)
- I messaggi del papa su Twitter [Papežovy vzkazy na Twitteru]. Città del Vaticano: Libreria editrice vaticana, 2013. ISBN 978-88-209-9160-9. (italština)
- Fraternità, fondamento e via per la pace. Messaggio del santo padre Francesco per la celebrazione della giornata mondiale della pace. 1º gennaio 2014 [Bratrství, základ a cesta k míru. Poselství Svatého otce Františka k oslavě Světového dne míru. 1. ledna 2014]. Città del Vaticano: Libreria editrice vaticana, 2013. ISBN 978-88-209-9196-8. (italština)
- È bello per noi essere qui. Rio de Janeiro, 22–29 luglio 2013 XXVIII Giornata Mondiale della Gioventù [Je pro nás dobré, že jsme tady. Rio de Janeiro, 22.–29. července 2013 XXVIII. světový den mládeže]. Città del Vaticano: Libreria editrice vaticana, 2013. ISBN 978-88-209-9143-2. (italština)
- Alle sorgenti della fede. 24–26 maggio 2014 [U pramenů víry. 24.–26. května 2014]. Città del Vaticano: Libreria editrice vaticana, 2014. ISBN 978-88-209-9342-9. (italština)
- Apriamoci alla luce del Signore. (dal 5 marzo 2014 al 29 giugno 2014) [Otevřeme se Pánovu světlu. (5. března 2014 až 29. června 2014)]. Città del Vaticano: Libreria editrice vaticana, 2014. ISBN 978-88-209-9345-0. (italština)
- Conversazioni sulla Bibbia. Solidarietà, dignità, preghiera, ragione e fede, con Abraham Skorka e Marcelo Figueroa [Rozhovory o Bibli. Solidarita, důstojnost, modlitba, rozum a víra, s Abrahamem Skorkou a Marcelem Figueroou]. Città del Vaticano: Libreria editrice vaticana, 2014. ISBN 978-88-209-9306-1. (italština)
- Aprite la mente al vostro cuore [Otevřete svou mysl svému srdci]. Milano: Rizzoli, 2013. Dostupné online. ISBN 978-88-17-06850-5. (italština)
- Il cielo e la terra. Il pensiero di papa Francesco sulla famiglia, la fede e la missione della Chiesa nel XXI secolo, con Abraham Skorka [Nebe a země. Myšlenky papeže Františka o rodině, víře a poslání církve v 21. století, s Abrahamem Skorkou]. Milano: Mondadori, 2013. Dostupné online. ISBN 978-88-04-63215-3. (italština)
- Così pensa papa Francesco. Riflessioni e spiritualità [To si myslí i papež František. Úvahy a spiritualita]. Milano: Francesco Mondadori, 2013. ISBN 978-88-97702-11-5. (italština)
- Dacci la grazia della tenerezza. Sullo spirito del Natale [Dej nám milost něhy. O duchu Vánoc]. Novara: Interlinea, 2013. ISBN 978-88-8212-917-0. (italština)
- Dialogo tra credenti e non credenti, con Eugenio Scalfari [ Dialog mezi věřícími a nevěřícími, s Eugeniem Scalfarim]. Torino-Roma: Einaudi-La Repubblica, 2013. Dostupné online. ISBN 978-88-06-21995-6. (italština)
- Dio nella città [Bůh ve městě]. Cinisello Balsamo: San Paolo, 2013. ISBN 978-88-215-7922-6. (italština)
- Educare [Vzdělávejte se]

 I, Nel cuore dell'uomo. Utopia e impegno [V srdci člověka. Utopie a závazek]. Milano: Bompiani, 2013. ISBN 978-88-452-7445-9. (italština)
 II, Scegliere la vita. Proposte per tempi difficili [Volba života. Návrhy pro těžké časy]. Milano: Bompiani, 2013. ISBN 978-88-452-7447-3. (italština)
 III, Disciplina e passione. Le sfide di oggi per chi deve educare [Disciplína a vášeň. Dnešní výzvy pro ty, kteří musí vzdělávat]. Milano: Bompiani, 2013. ISBN 978-88-452-7446-6. (italština)
- Guarire dalla corruzione [Uzdravení z korupce]. Bologna: EMI, 2013. ISBN 978-88-307-2137-1. (italština)
- La mia porta è sempre aperta. Una conversazione con Antonio Spadaro [Moje dveře jsou vždy otevřené. Rozhovor s Antoniem Spadaro]. Milano: Rizzoli, 2013. ISBN 978-88-17-07237-3. (italština)
- Non abbiate paura della tenerezza. Le omelie e le parole del papa che sta cambiando la Chiesa di Roma [Nebojte se něhy. Homilie a slova papeže, který mění římskou církev]. Roma: Newton Compton, 2013. Dostupné online. ISBN 978-88-541-6173-3. (italština)
- Non fatevi rubare la speranza. La preghiera, il peccato, la filosofia e la politica pensati alla luce della speranza [Nenechte se okrást o naději. Modlitba, hřích, filozofie a politika ve světle naděje]. Milano: Mondadori, 2013. ISBN 978-88-04-63348-8. (italština)
- Papa Francesco. Il nuovo papa si racconta, conversazione con Sergio Rubin e Francesca Ambrogetti. Milano: Salani, 2013. Dostupné online. ISBN 978-88-215-7915-8, ISBN 978-88-6715-549-1. (italština)
- È l'amore che apre gli occhi [Je to láska, která otevírá oči]. Milano: Rizzoli, 2013. ISBN 978-88-17-06873-4. (italština)
- Pensieri dal cuore [Myšlenky od srdce]. Cinisello Balsamo: San Paolo, 2013. ISBN 978-88-215-9027-6. (italština)
- Perché mi chiamo Francesco [Proč se jmenuji Francesco]. Città del Vaticano-Milano: Libreria Editrice Vaticana-Figlie di San Paolo, 2013. ISBN 978-88-315-4355-2. (italština)
- Umiltà, la strada verso Dio [Pokora, cesta k Bohu]. Bologna: EMI, 2013. ISBN 978-88-307-2136-4. (italština)
- Il Vangelo del sorriso [Evangelium úsměvů]. Milano: Piemme, 2013. Dostupné online. ISBN 978-88-566-3474-7. (italština)
- L'amore è contagioso. Il vangelo della giustizia [Láska je nakažlivá. Evangelium spravedlnosti]. Milano: Piemme, 2014. ISBN 978-88-566-4109-7. (italština)
- La bellezza educherà il mondo [Krása bude vzdělávat svět]. Bologna: EMI, 2014. ISBN 978-88-307-2175-3. (italština)
- Camminare con Gesù. Il cuore della vita cristiana [Putování s Ježíšem. Srdce křesťanského života]. Cinisello Balsamo: San Paolo, 2014. (italština)
- Il cardinale Bergoglio al rinnovamento. Scritti e discorsi [Kardinál Bergoglio o obnově. Spisy a projevy]. Roma: Edizioni Rinnovamento dello Spirito Santo, 2014. ISBN 978-88-7878-233-4. (italština)
- Chi sono i gesuiti [Kdo jsou jezuité]. Bologna: EMI, 2014. ISBN 978-88-307-2192-0. (italština)
- La Chiesa della misericordia [Církev milosrdenství]. Cinisello Balsamo: San Paolo, 2014. ISBN 978-88-215-9175-4. (italština)
- Il nome di Dio è Misericordia, una conversazione con Andrea Tornielli [Boží jméno je milosrdenství, rozhovor s Andrea Torniellim]. Milano: Piemme, 2016. Dostupné online. ISBN 978-88-566-5314-4. (italština)
- Imparare ad imparare (con prefazione di Valeria Fedeli) [Učit se učit (s předmluvou Valerie Fedeli)]. Venezia: Marcianum Press, 2017. ISBN 978-88-6512-589-2. (italština)
- Ti auguro il sorriso. Per tornare alla gioia [Přeji vám úsměv. Vrátit se k radosti]. Milano: Libreria Pienogiorno, 2020. ISBN 979-12-8022-904-5. (italština)

### CD
- Wake Up! (2015)